# Pueblo Mágico
Pueblo Mágico («Magisk landsby») er et program af Mexicos turistdepartement (SECTUR), i samarbejde med andre statslige orginisationer, som blev startet i 2001 for at fremme turismen i en række landsbyer rundt om i landet. For øjeblikket (2019) har 121 landsbyer status som Pueblo Mágico, og skal give de besøgende en "magisk" oplevelse. De magiske landsbyer er valgt ud på grundlag af naturskønhed, kulturrigdom, eller historisk vigtighed.

## Liste over magiske landsbyer
| Nr. | Pueblo Mágico              | Delstat             | Fra år |
| --- | -------------------------- | ------------------- | ------ |
| 1   | Huasca de Ocampo           | Hidalgo             | 2001   |
| 2   | Real de Catorce            | San Luis Potosí     | 2001   |
| 3   | Taxco                      | Guerrero            | 2002   |
| 4   | Tepotzotlán                | Mexico              | 2002   |
| 5   | Tapalpa                    | Jalisco             | 2002   |
| 6   | Comala                     | Colima              | 2002   |
| 7   | Pátzcuaro                  | Michoacán           | 2002   |
| 8   | Dolores Hidalgo            | Guanajuato          | 2002   |
| 9   | Cuetzalan                  | Puebla              | 2002   |
| 10  | Izamal                     | Yucatán             | 2002.  |
| 11  | Tequila                    | Jalisco             | 2003   |
| 12  | San Cristóbal de las Casas | Chiapas             | 2003   |
| 13  | Real del Monte             | Hidalgo             | 2004   |
| 14  | Parras de la Fuente        | Coahuila            | 2004   |
| 15  | Valle de Bravo             | Mexico              | 2005   |
| 16  | Mazamitla                  | Jalisco             | 2005   |
| 17  | Álamos                     | Sonora              | 2005   |
| 18  | Tlalpujahua                | Michoacán           | 2005   |
| 19  | Cosalá                     | Sinaloa             | 2005   |
| 20  | Bernal                     | Querétaro           | 2005   |
| 21  | Coatepec                   | Veracruz            | 2006   |
| 22  | Real de Asientos           | Aguascalientes      | 2006   |
| 23  | Cuitzeo                    | Michoacán           | 2006   |
| 24  | Santiago                   | Nuevo León          | 2006   |
| 25  | Todos Santos               | Baja California Sur | 2006   |
| 26  | Bacalar                    | Quintana Roo        | 2006   |
| 27  | Jerez de García Salinas    | Zacatecas           | 2007   |
| 28  | Huamantla                  | Tlaxcala            | 2007   |
| 29  | Mier                       | Tamaulipas          | 2007   |
| 30  | Creel                      | Chihuahua           | 2007   |
| 31  | Capulálpam de Méndez       | Oaxaca              | 2007   |
| 32  | El Fuerte                  | Sinaloa             | 2009   |
| 33  | Santa Clara del Cobre      | Michoacán           | 2010   |
| 34  | Tapijulapa                 | Tabasco             | 2010   |
| 35  | Tepoztlán                  | Morelos             | 2010   |
| 36  | Palizada                   | Campeche            | 2010   |
| 37  | Jalpan de Serra            | Querétaro           | 2010   |
| 38  | Malinalco                  | Mexico              | 2010   |

## Links
- Wikimedia Commons har flere filer relateret til Pueblo Mágico
- Pueblos Mágicos Arkiveret 24. august 2014 hos  Wayback Machine hos SECTUR
- Pueblos Mágicos Arkiveret 7. februar 2008 hos  Wayback Machine hos VisitMexico